# Piet Norval
Piet Norval (Kaapstad, 7 april 1970) is een voormalig tennisspeler uit Zuid-Afrika die tussen 1988 en 2001 actief was in het professionele tenniscircuit.
Norval won veertien ATP-dubbelspeltoernooien en stond daarnaast in nog eenentwintig finales.
Op de Olympische Zomerspelen van 1992 in Barcelona  verloor Norval met Wayne Ferreira in de dubbelspelfinale van het Duitse  duo Boris Becker en Michael Stich. Met de Sloveense Katarina Srebotnik won hij de titel in het gemengd dubbelspel op Roland Garros 1999.

## Palmares

### Dubbelspel
| Nr.                           | Datum            | Toernooi               | Ondergrond    | Tegenstander in finale | Score                               | Details                 |         |
| ----------------------------- | ---------------- | ---------------------- | ------------- | ---------------------- | ----------------------------------- | ----------------------- | ------- |
| Gewonnen finales              |                  |                        |               |                        |                                     |                         |         |
| 1.                            | 24 maart 1991    | ATP Key Biscayne       | Hardcourt     | Wayne Ferreira         | Ken Flach Robert Seguso             | 5-7, 7-6, 6-2           | Details |
| 2.                            | 21 maart 1993    | ATP Casablanca         | Gravel        | Mike Bauer             | Ģirts Dzelde Goran Prpić            | 7–5, 7–6                | Details |
| 3.                            | 17 oktober 1993  | ATP Bolzano            | Tapijt (i)    | Hendrik Jan Davids     | David Adams Andrej Olchovski        | 6–3, 6–2                | Details |
| 4.                            | 8 mei 1994       | ATP Hamburg            | Gravel        | Scott Melville         | Henrik Holm Anders Järryd           | 6–3, 6–4                | Details |
| 5.                            | 24 juli 1994     | ATP Stuttgart          | Gravel        | Scott Melville         | Jacco Eltingh Paul Haarhuis         | 7–6, 7–5                | Details |
| 6.                            | 14 juli 1996     | ATP Newport            | Gras          | Marius Barnard         | Paul Kilderry Michael Tebbutt       | 6–7, 6–4, 6–4           | Details |
| 7.                            | 4 augustus 1996  | ATP Los Angeles        | Hardcourt     | Marius Barnard         | Jonas Björkman Nicklas Kulti        | 7–5, 6–2                | Details |
| 8.                            | 2 augustus 1998  | ATP Umag               | Gravel        | Neil Broad             | Jiří Novák David Rikl               | 6–1, 3–6, 6–3           | Details |
| 9.                            | 24 oktober 1999  | ATP Lyon               | Tapijt (i)    | Kevin Ullyett          | Wayne Ferreira Sandon Stolle        | 4-6, 7-6(5), 7-6(4)     | Details |
| 10.                           | 14 november 1999 | ATP Stockholm          | Hard (i)      | Kevin Ullyett          | Jan-Michael Gambill Scott Humphries | 7–5, 6–3                | Details |
| 11.                           | 16 april 2000    | ATP Estoril            | Gravel        | Donald Johnson         | David Adams Joshua Eagle            | 6–4, 7–5                | Details |
| 12.                           | 25 juni 2000     | ATP Nottingham         | Gras          | Donald Johnson         | Ellis Ferreira Rick Leach           | 1–6, 6–4, 6–3           | Details |
| 13.                           | 29 oktober 2000  | ATP Bazel              | Tapijt (i)    | Donald Johnson         | Roger Federer Dominik Hrbatý        | 7-6(9), 4-6, 7-6(4)     | Details |
| 14.                           | 17 december 2000 | Doubles Championship   | Hard          | Donald Johnson         | Mahesh Bhupathi Leander Paes        | 7-6(8), 6-3, 6-4        | Details |
| Verloren finales heren dubbel |                  |                        |               |                        |                                     |                         |         |
| 1.                            | 7 april 1992     | ATP Johannesburg       | Hard          | Wayne Ferreira         | Pieter Aldrich Danie Visser         | 4-6, 4-6                | Details |
| 2.                            | 3 augustus 1992  | Olympische Spelen      | Gravel        | Wayne Ferreira         | Boris Becker Michael Stich          | 6-7(5), 6-4, 6-7(5) 3-6 | Details |
| 3.                            | 11 juli 1993     | ATP Gstaad             | Gravel        | Hendrik Jan Davids     | Cédric Pioline Marc Rosset          | 3-6, 6-3, 6-7           | Details |
| 4.                            | 25 juli 1993     | ATP Stuttgart          | Gravel        | Gary Muller            | Tom Nijssen Cyril Suk               | 6-7, 3-6                | Details |
| 5.                            | 13 februari 1994 | ATP Milaan             | Tapijt (i)    | Hendrik Jan Davids     | Tom Nijssen Cyril Suk               | 6-4, 6-7, 6-7           | Details |
| 6.                            | 17 april 1994    | ATP Nice               | Gravel        | Hendrik Jan Davids     | Javier Sánchez Mark Woodforde       | 5-7, 3-6                | Details |
| 7.                            | 16 oktober 1994  | ATP Ostrava            | Tapijt (i)    | Gary Muller            | Martin Damm Karel Novácek           | 4-6, 6-1, 3-6           | Details |
| 8.                            | 12 maart 1995    | ATP Indian Wells       | Hardcourt     | Gary Muller            | Tommy Ho Brett Steven               | 4-6, 6-7                | Details |
| 9.                            | 1 oktober 1995   | ATP Palermo            | Gravel        | Hendrik Jan Davids     | Àlex Corretja Fabrice Santoro       | 7-6, 4-6, 3-6           | Details |
| 10.                           | 21 april 1996    | ATP Barcelona          | Gravel        | Neil Broad             | Luis Lobo Javier Sánchez            | 1-6, 3-6                | Details |
| 11.                           | 23 juni 1996     | ATP Nottingham         | Gras          | Neil Broad             | Mark Petchey Danny Sapsford         | 7-6, 6-7, 4-6           | Details |
| 12.                           | 6 oktober 1996   | ATP Lyon               | Tapijt (i)    | Neil Broad             | Jim Grabb Richey Reneberg           | 2-6, 1-6                | Details |
| 13.                           | 11 mei 1997      | ATP Hamburg            | Gravel        | Neil Broad             | Luis Lobo Javier Sánchez            | 3-6, 6-7(4)             | Details |
| 14.                           | 8 maart 1998     | ATP Rotterdam          | Tapijt (i)    | Neil Broad             | Jacco Eltingh Paul Haarhuis         | 6-7(3), 3-6             | Details |
| 15.                           | 12 juli 1998     | ATP Båstad             | Gravel        | Lan Bale               | Magnus Gustafsson Magnus Larsson    | 4-6, 2-6                | Details |
| 16.                           | 11 oktober 1998  | ATP Bazel              | Hardcourt (i) | Kevin Ullyett          | Olivier Delaître Fabrice Santoro    | 3-6, 6-7(5)             | Details |
| 17.                           | 10 januari 1999  | ATP Doha               | Hardcourt     | Kevin Ullyett          | Alex O'Brien Jared Palmer           | 3-6, 4-6                | Details |
| 18.                           | 17 oktober 1999  | ATP Wenen              | Hardcourt (i) | Kevin Ullyett          | David Prinosil Sandon Stolle        | 3-6, 4-6                | Details |
| 19.                           | 5 maart 2000     | ATP Santiago           | Gravel        | Lan Bale               | Gustavo Kuerten Antonio Prieto      | 2-6, 4-6                | Details |
| 20.                           | 22 oktober 2000  | ATP Toulouse           | Hardcourt (i) | Donald Johnson         | Julien Boutter Fabrice Santoro      | 6–7(8), 6–4, 6–7(5)     | Details |
| 21.                           | 5 november 2000  | ATP Stuttgart (indoor) | Hardcourt (i) | Donald Johnson         | Jiří Novák David Rikl               | 6-3, 3-6, 4-6           | Details |

## Prestatietabel
| Legenda | Legenda                          |
| ------- | -------------------------------- |
| g.t.    | geen toernooi gehouden           |
| l.c.    | lagere categorie                 |
| –       | niet deelgenomen                 |
| G       | uitgeschakeld in de groepsfase   |
| 1R      | uitgeschakeld in de eerste ronde |
| 2R      | uitgeschakeld in de tweede ronde |
| 3R      | uitgeschakeld in de derde ronde  |
| 4R      | uitgeschakeld in de vierde ronde |
| KF      | uitgeschakeld in de kwartfinale  |
| HF      | uitgeschakeld in de halve finale |
| F       | de finale verloren               |
| W       | het toernooi gewonnen            |
| w-v     | winst/verlies-balans             |

### Prestatietabel grand slam, dubbelspel
| Toernooi        | 1990 | 1991 | 1992 | 1993 | 1994 | 1995 | 1996 | 1997 | 1998 | 1999 | 2000 | 2001 |
| --------------- | ---- | ---- | ---- | ---- | ---- | ---- | ---- | ---- | ---- | ---- | ---- | ---- |
| Australian Open | –    | –    | 2R   | 3R   | 3R   | 1R   | 2R   | KF   | 1R   | 1R   | 2R   | 1R   |
| Roland Garros   | –    | 1R   | 3R   | KF   | 1R   | 1R   | 1R   | 2R   | 1R   | 3R   | 3R   | –    |
| Wimbledon       | 3R   | HF   | 1R   | 3R   | 1R   | 3R   | 1R   | KF   | 3R   | 3R   | 2R   | –    |
| US Open         | 3R   | 2R   | 3R   | 2R   | 1R   | 1R   | 1R   | 1R   | KF   | 1R   | 1R   | –    |